# ثعلب أشيب
الثعلب الأشيب (Lycalopex vetulus) هو نوع من الثعالب الوهمية (ليكالوبيكس) متوطنة في البرازيل على عكس معظم الثعالب يتغذى الثعلب الأشيب رئيسيًا على اللافقاريات الصغيرة كالحشرات.

## الوصف
لدى الثعلب الأشيب خطم قصير، أسنان صغيرة، فروه قصير وأطرافه نحيلة.
الجزء الأعلى من جسمه رمادي اللون، والجزء السفلي من جسمه أصفر شاحب أو بني مصفر، الذيل لونه أسود في آخره مع شريط قاتم يمتد على السطح العلوي وقد يمتد عند الذكور إلى الظهر وحتى مؤخر العنق. الأذنين والجزء الخارجي من الساقين محمرة أو مصفرة، والفك السفلي أسود اللون.
الثعلب الأشيب ثعلب صغير نسبياً يزن فقط 2.7 إلى 4 كيلوغرام  وطوله من دون الذيل من 58 إلى 72 سم، وطول ذيله 25 إلى 36 سم. وحجمه الصغير هذا يجعله حيوانًا رشيقًا وسريع الجري بينما أسنانه الصغيرة نسبيًا تساعده على التهام اللافقاريات والطرائد الكبيرة.

## السلوك و الغذاء
الثعالب الشيباء حيوانات ليلية، وهي منعزلة في غير موسم التزاوج، تأكل في الأساس الحشرات وخاصة النمل الأبيض وخنافس الروث وقد تأكل القوارض، الطيور الصغيرة والفاكهة. نطاق منازل أفرادها متنوع وهذا يتوقف على البيئة المحلية، ولكن تم الإبلاغ عن ما معدله 48 هكتار (120 فدانًا) من المراعي في ولاية ماتو جروسو.